# Proceratophrys phyllostomus
Espèce
Synonymes
- Proceratophrys phyllostoma Izecksohn, Cruz & Peixoto, 1999

Statut de conservation UICN

 DD  : Données insuffisantes
Proceratophrys phyllostomus est une espèce d'amphibiens de la famille des Odontophrynidae.

## Répartition
Cette espèce est endémique de Cachoeiro de Itapemirim dans l'État d'Espírito Santo dans le sud-est du Brésil. Elle se rencontre à une altitude proche du niveau de la mer,.

## Publication originale
- Izecksohn, Cruz & Peixoto, 1999 : Sobre Proceratophrys appendiculata e algumas espécies afins (Amphibia; Anura; Leptodactylidae). Revista da Universidade Rural, Série Ciências da Vida, vol. 20, no 1-2, p. 37-54 (texte intégral).